# Eurocon 1990
Eurocon 1990, acronim pentru Convenția europeană de science fiction din 1990, a avut loc la Fayence în  Franța, pentru a treia oară în această țară.